# Sunseeker

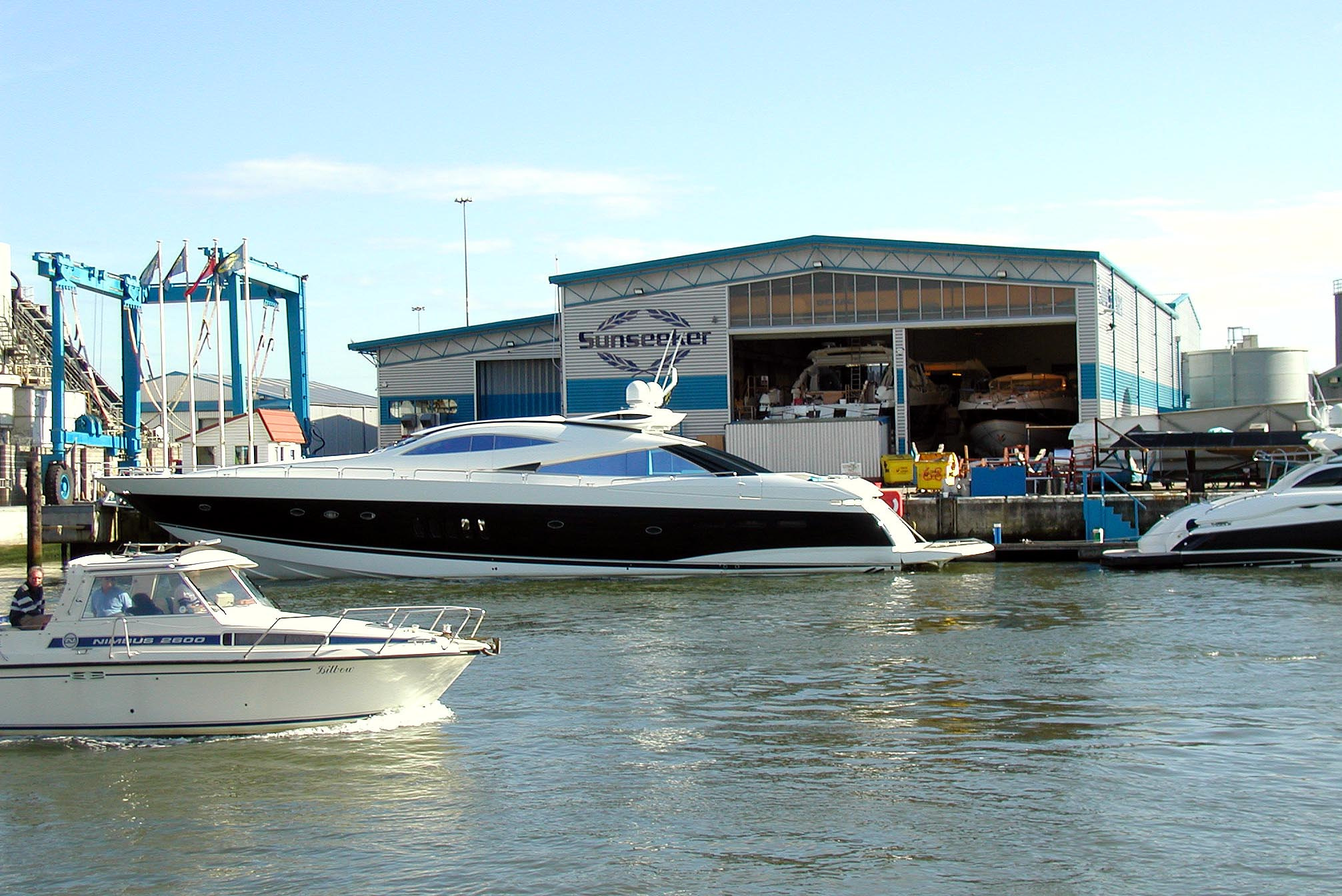
Die Sunseeker-Fabrik am Hafen von Poole. Die Firma stellt luxuriöse Motorboote her, von denen zwei vor der Fabrik zu sehen sind. Links ist eine Predator 95/100 zu sehen.

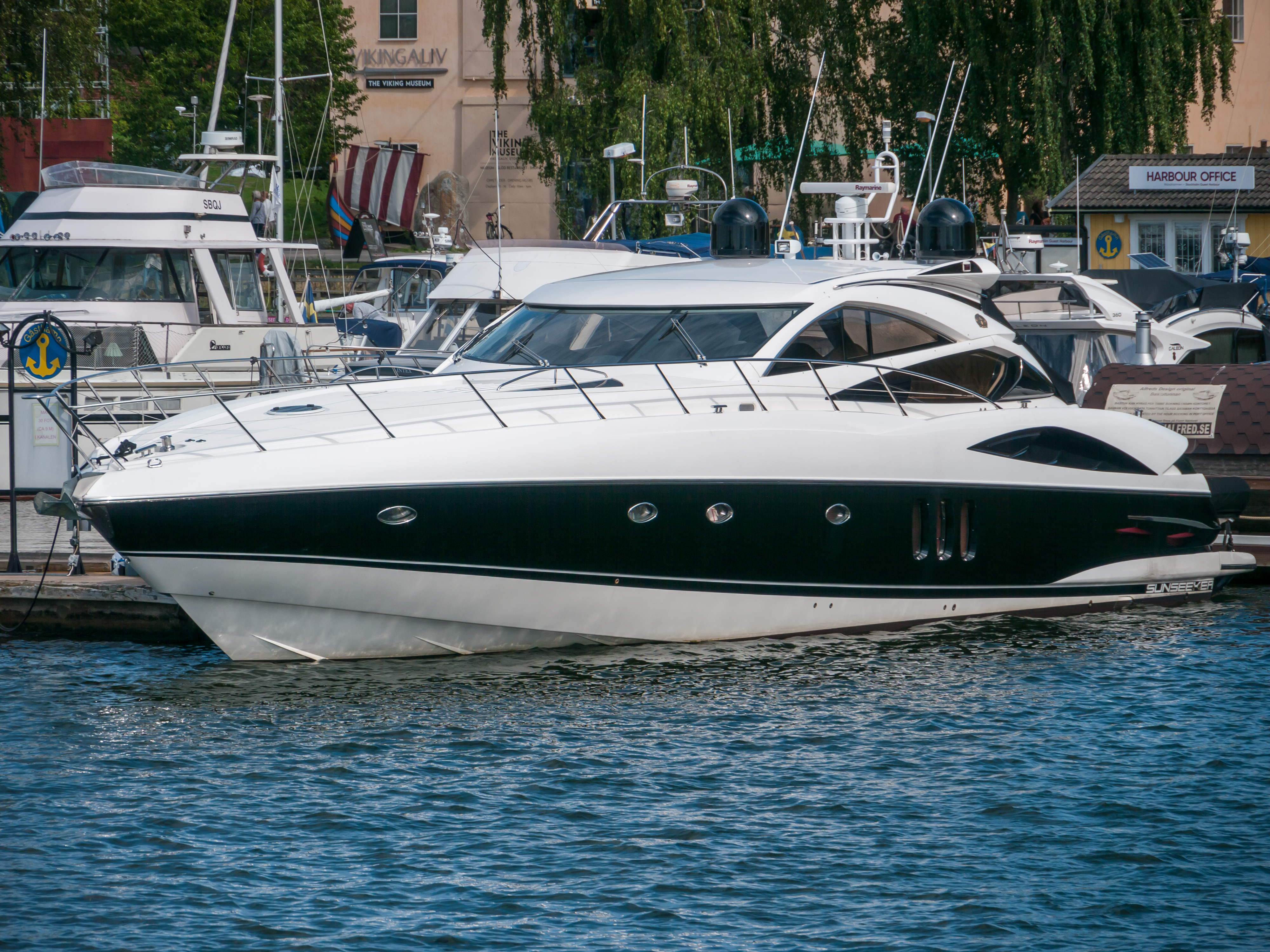
Kleinere Sunseeker-Yacht in Stockholm

Sunseeker International ist ein britischer Hersteller von Luxus-Motorbooten. Die Firmenzentrale und die Fabrikgebäude befinden sich in Poole Harbour in Poole. Ursprünglich 1969 von den Brüdern Robert und John Braithwaite als Poole Power Boats gegründet, wurde die Firma 1985 in Sunseeker International umbenannt. Seit 2013 ist das chinesische Konglomerat Wanda Group im Besitz des Unternehmens.

## Profil
Die Herstellung wird hauptsächlich in Poole durchgeführt. Dort stehen sieben Fabrikgebäude und Schiffswerften der Firma. Eine zusätzliche Werft mit größerer Wassertiefe wird genutzt, um die 105er-Yachten und größere Schiffe zu bauen. Im März 2007 verkündete das Unternehmen ein 500-Job-Expansions-Programm mit einer neuen Anlage auf der Isle of Portland. Eine neue Fabrik wird an der New Quay Road in Poole gebaut.
Im Oktober 2002 wurde Robert Braithwaite, der Gründer von Sunseeker International, Ernst & Young’s UK Entrepreneur des Jahres. 2006 führte Firmengründer Robert Braithwaite einen 44 Millionen £ schweren Management-Buy-out des Unternehmens durch, unterstützt durch die Bank of Scotland. Das Unternehmen ist auf der Sunday Times Profit Track 100 sowie auf der Top Track 250 List von 2008 vertreten.
Seit 2013 gehört das Unternehmen zur chinesischen Wanda Group. Das Unternehmen Sunseeker beschäftigt derzeit etwa 2500 Mitarbeiter, verkauft jährlich rund 150 Yachten über sein Händlernetz in 74 Ländern.

## Erscheinen in Popkultur
Sunseeker-Boote sind in verschiedenen James-Bond-Filmen seit 1999 zu sehen. Das erste Mal war ein Sunseeker-Boot in Die Welt ist nicht genug zu sehen, in dem es die Themse in der Eröffnungsszene hinaufjagt. Später tauchten Sunseeker-Boote in Stirb an einem anderen Tag, Casino Royale und Ein Quantum Trost auf. Beim letzten Auftritt waren eine 37-m-Yacht und eine Superhawk 43 von Sunseeker zu sehen. Außerdem hatte der Managing Director von Sunseeker International, Robert Braithwaite, einen Cameo-Auftritt mit einem der ersten Speedboote von Sunseeker mit offenem Cockpit, der Sovereign 17.
Des Weiteren singt Rapper Kollegah im Hook seines Tracks Empire Business, dass er im Besitz einer Sunseeker-Yacht sei, um sein luxuriöses Leben zu beschreiben.

## Kritik
Nach einem Untersuchungsbericht der Bundesstelle für Seeunfalluntersuchung (BSU) hat das untersuchte Modell Predator 74 „erhebliche Defizite in Bezug auf die horizontale Rundumsicht“. Die Untersuchungsergebnisse werden in der Aussage zusammengefasst: „Die Anordnung des Steuerstandes der Motoryacht ‚Seewind‘ ist nicht in Übereinstimmung mit der Norm DIN EN ISO 11591: 2000 hergestellt worden.“ Auslöser dieser Untersuchung war eine Kollision zwischen einem Surfer und einer Sunseeker-Yacht in der Lübecker Bucht, die auch in den Medien Beachtung fand.